# SSH Communications Security
SSH Communications Security ist ein Unternehmen, das Software für die Vertraulichkeit von Echtzeit-Kommunikation entwickelt und vertreibt. Es gehört zu den weltweit führenden Anbietern von Sicherheitslösungen für Konzerne, Finanzinstitute und Behörden. Von April 2010 bis November 2011 firmierte das Unternehmen unter dem Namen Tectia. Seit 28. November 2011 tritt man wieder unter dem ursprünglichen Namen SSH Communications Security auf.

## Unternehmen
Das Unternehmen wurde Ende 1995 von Tatu Ylönen gegründet, um die von ihm entwickelte Secure Shell zu vermarkten. Es hat seinen Sitz in Helsinki und ist dort an der Börse notiert.
Seit September 2011 ist Tatu Ylönen wieder CEO von SSH Communications Security.
Laut eigener Darstellung des Unternehmens auf ihrer Website nutzen aktuell über 3000 Unternehmen weltweit die Lösungen von SSH Communications Security, darunter 40 % der Fortune-Global-500-Unternehmen dessen Produktlösungen.

## Produkte
Mit Secure Shell hat das Unternehmen einen bei Windows-Nutzern bis heute sehr populären, zur nicht-kommerziellen Nutzung kostenlosen SSH-Client hervorgebracht. Das Programm hat zur Akzeptanz von SSH bei Endanwendern maßgeblich beigetragen und feierte 2007 sein zehntes Jubiläum, wird aber heute nicht mehr aktiv weiterentwickelt.
SSH Communications Security bietet aktuell Lösungen für die Vertraulichkeit von Echtzeit-Kommunikation sowohl im Client/Server Umfeld als auch für den Mainframe Bereich an.
Mit den Produkten SSH Server for z/OS und SSH Server for z/Linux bietet SSH Communications Security Lösungen an, die einen sicheren Datentransfer im SFTP Format für den Mainframe Bereich durch den Einsatz von SSH ermöglicht und damit das Thema Compliance adressiert.
Im Juli 2012 fand auf der Black Hat USA der offizielle Launch der neuen SSH Produkte Universal SSH Key Manager und CryptoAuditor statt.
Mit dem Universal SSH Key Manager bietet SSH Communications Security Unternehmen eine einfach skalierbare, interagierende Lösung, die sich sowohl an OpenSSH, als auch an kommerzielle SSH Kunden richtet und ihnen dabei hilft Zeit und Geld zu sparen, indem es die Komplexität reduziert, die bei der manuellen Administration ihrer Enterprise Umgebungen entsteht und gleichzeitig das Risiko von unautorisierten internen wie externen Zugriffen verringert und sicherstellt, dass das Thema Compliance erfolgreich adressiert wird. Hintergrund für die Entwicklung dieser neuen SSH Lösung war die Situation, dass SSH Keys niemals ablaufen, was schon bei normaler Mitarbeiterfluktuation innerhalb eines Unternehmens dafür sorgt, dass der Überblick über die vorhandenen SSH Keys abnimmt und parallel dazu das Risiko eines ungewünschten Zugriffs mit Hilfe eines alten, eigentlich nicht mehr genutzten SSH Keys zunimmt, ohne dass dies als unautorisierter Zugriff wahrgenommen werden kann, da der SSH Key ja weiterhin Gültigkeit besitzt.
Als Konsequenz steht damit eine kritische Sicherheitslücke im Raum, der bisher keine große Beachtung geschenkt wurde.
Mit CryptoAuditor richtet sich SSH Communications Security an Unternehmen, die eine transparente und zentralisierte Echtzeit Monitoring & Audit Lösung suchen, welche Ihnen die Möglichkeit bietet die Nachvollziehbarkeit der Tätigkeiten ihrer Mitarbeiter sicherzustellen, ohne dabei die Arbeit der Remote Administratoren zu beeinträchtigen, sowie ihren Administratoren zusätzlich die Möglichkeit zu bieten, jederzeit ihre Unschuld beweisen zu können. Entwickelt wurde diese Lösung vor dem Hintergrund, potenzielle Sicherheitsbedrohungen die von vertrauenswürdigen Insidern (z. B. Administratoren) ausgehen können zu reduzieren, aktuellen und zukünftigen Compliance Anforderungen gerecht zu werden und die Kosten, die im Zusammenhang mit Implementierung und Administration stehen, zu reduzieren.